# Richard Chauchet-Bourgeois
Richard Chauchet-Bourgeois , né à Bouillon, le 30 mai 1767 et y décédé le 24 février 1844 est un homme politique belge francophone libéral.

## Biographie
Richard Chauchet-Bourgeois fut avocat, secrétaire communal et notaire.
Il fut bourgmestre de Bouillon, membre du Conseil des Cinq-Cents, sous le Directoire, en France,  et conseiller provincial de la province de Luxembourg.

## Sources
- Le Parlement Belge 1831-1894. Données Biographiques, Bruxelles, Académie royale de Belgique , Jean-Luc De Paepe, Christiane Raindorf-Gérard, 1996.
- Biografisch repertorium der Belgische parlementairen, senatoren en volksvertegenwoordigers 1830 tot 1.8.1965, R. Devuldere, Gand, R.U.G., thèse de licence en histoire inédite, 1965.
- « Richard Chauchet-Bourgeois - Biographie extraite du dictionnaire des parlementaires français de 1789 à 1889, d'Adolphe Robert et Gaston Cougn) », Base de données des députés français depuis 1789, sur Site de l’Assemblée nationale française.